# 下陈山遗址
下陈山遗址，位于中国广东省河源市和平县大坝镇，为和平县的一个县级文物保护单位，类型为古遗址，公布时间为1986年9月。
下陈山遗址的历史年代为新石器时代。